# Троянские астероиды Земли

Диаграмма расположения точек Лагранжа в системе из двух тел

Троя́нские астеро́иды Земли́ — астероиды, находящихся близ точек Лагранжа L4 и L5 системы Земля — Солнце и, таким образом, движущиеся вокруг Солнца вдоль орбиты Земли в 60° впереди (L4) или позади (L5) неё. На 2022 год известно лишь 2 таких объекта, 2010 TK7 и 2020 XL5 в точке L4.
При наблюдении с Земли, троянские астероиды постоянно располагаются на небе в 60° позади или впереди Солнца.
Так как троянские астероиды движутся вдоль орбиты Земли, они находятся с ней в орбитальном резонансе 1:1. Однако не все астероиды с таким резонансом являются троянскими, так как необязательно находятся в L4 и L5. Пример такого астероида — (3753) Круитни. 
2010 TK7, первый троянский астероид Земли, был обнаружен в 2010 году с помощью инфракрасного космического телескопа WISE. Это небольшой объект, его диаметр — около 300 метров. Он обращается вокруг точки L4, выходя из плоскости эклиптики. В 2020 году в точке Лагранжа L4 системой телескопов Pan-STARRS был обнаружен второй троянский астероид 2020 XL5 диаметром 1,2 км.